# Ubald I Visconti de Gallura
Ubald I Visconti de Gallura fou fill de Lambert Visconti de Gallura i d'Elena de Lacon jutjessa de Gallura. Vers el 1225 va succeir al seu pare com a jutge. Va envair Càller per assegurar la influència familiar a la mort de son oncle anomenat Ubald Visconti de Gallura com ell mateix (1230), i fou també regent de Càller fins al 1232 i jutge consort de Torres o Logudor del 1236 a la seva mort. Va morir el 1238. Es va casar el 1219 amb Adelàsia de Torres de Lacon-Gunale, jutgessa de Torres que el 1236 va heretar Torres i Ubald I fou nomenat jutge. No va tenir fills i el va succeir el seu cosí Joan I Visconti de Gallura.